# Pireós 260
Pireós 260 es un local cultural situado en Távros, en el distrito regional de Atenas-Sur, en Grecia.

## Ubicación
El solar está situado en el número 260 de la calle Pireós, en Távros. En el mismo complejo se encuentra también la Escuela de Bellas Artes de Atenas, mientras que en el pasado se ubicó aquí la fábrica de muebles de oficina "Tsaoúsoglou".

## Historia y descripción
Diseñado en los años 70, este complejo, ejemplo típico de la arquitectura industrial de esa década y compuesto por un total de cuatro grandes edificios y cobertizos, clasificados como patrimonio conservado por su valor arquitectónico por el Ministerio de Cultura y Deporte, albergaba antiguamente la fábrica de muebles de oficina Tsaoúsoglou.
Sin embargo, el crecimiento de la industria del mueble prêt-à-porter, unido al hundimiento de la producción local, provocó el cierre de la fábrica, que pasó a ser propiedad del Banco Nacional de Grecia
En 2006, parte del solar pasó a ser propiedad del Festival Atenas-Epidavros, por iniciativa del director artístico del festival, Giórgos Loúkos, tras un acuerdo de concesión con la Ethnikí Trápeza, para posteriormente proceder a la creación de un total de cuatro nuevos escenarios teatrales en el recinto de la antigua fábrica. El objetivo último de Loúkos era hacer más accesible la institución del festival al gran público, en particular al público ateniense, mediante la utilización de recintos distintos del Odeón de Herodes Ático, el Teatro de Epidauro o el Teatro de Paleá Epídavros.
A comienzos de la década de 2010, se planteó la posibilidad de ceder parte del solar al Ministerio de Cultura y Deporte, con el objetivo último de albergar determinados servicios, un proceso de reubicación que debería concluir en 2025.